# Gambara (regina)

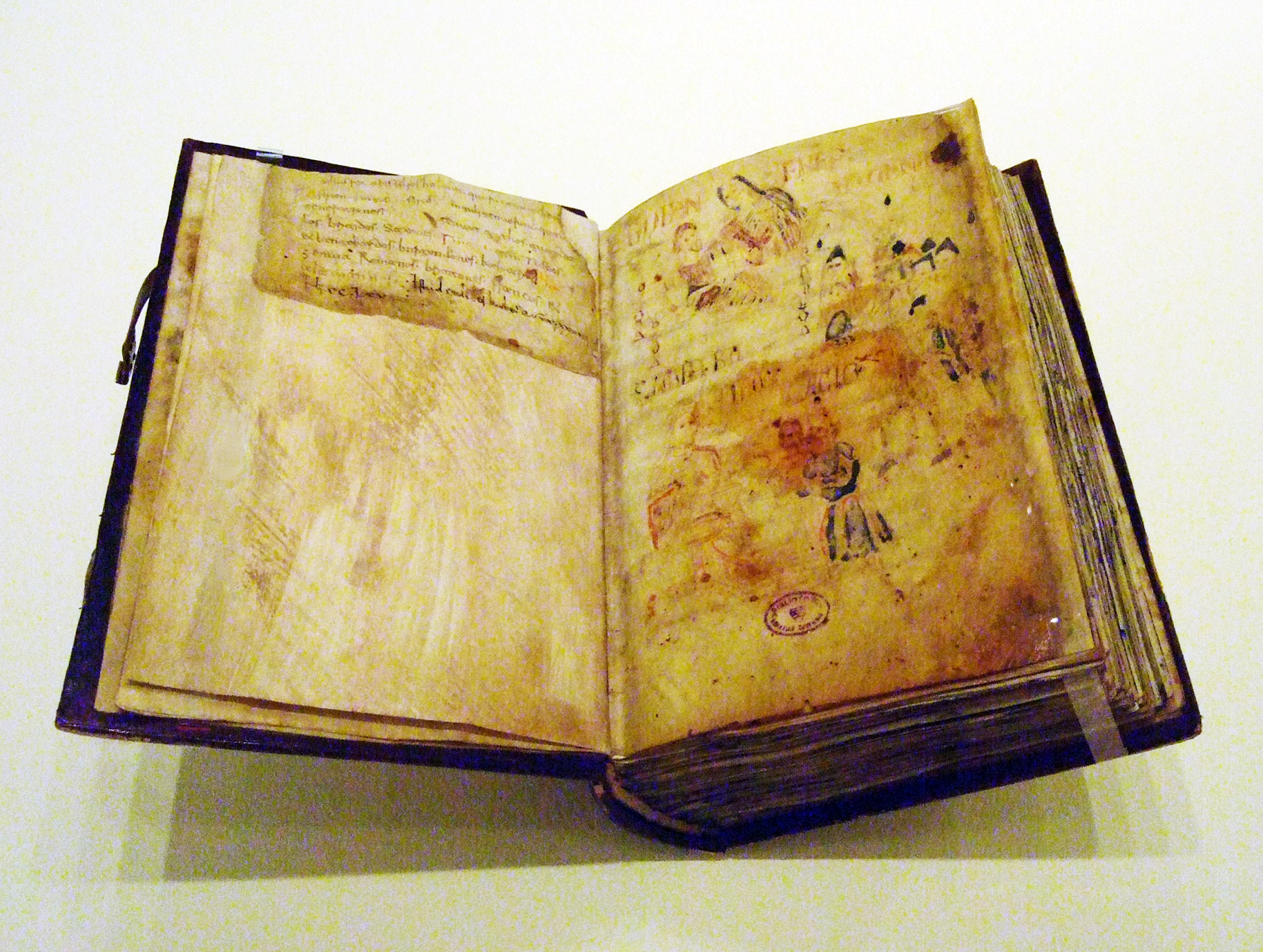
Origo Gentis Langobardum

Gambara (fl. IV secolo) è stata sovrana dei Longobardi, mitica madre dei fratelli Ibor e Aio.

## Biografia
Protagonista del mito delle origini del popolo longobardo, le sue gesta sono ricordate da Paolo Diacono nella sua Historia Langobardorum, nella sezione dove raccoglie i miti sulle origini del suo popolo (Origo gentis Langobardorum).
In seguito alla migrazione dalla natia Scandinavia meridionale alla costa meridionale del Mar Baltico, in Scoringa, i Longobardi, all'epoca chiamati Winnili, si trovarono in conflitto con altri popoli germani già stanziati nell'area, in particolare con i Vandali dei duchi Ambri e Assi. I Vandali sfidarono i Longobardi, ponendo loro l'alternativa tra il pagamento di un tributo e la battaglia. Ispirati da Gambara, Ibor e Aio scelsero risolutamente le armi.
Ambri e Assi pregarono il dio Odino affinché concedesse loro la vittoria; la divinità solare rispose che avrebbe favorito il popolo che per primo avrebbe visto sul campo di battaglia. Gambara, dal canto suo, pregò Frigg, moglie di Odino, di favorire il suo popolo. Il consiglio della dea a Gambara fu quello di condurre i Winnili sul campo di battaglia al sorgere del sole e di condurre con loro anche le donne, con i capelli sciolti portati davanti al viso a mo' di barbe.
Al sorgere del sole Frigg fece sì che Odino si girasse dalla parte dei Winnili e questi quando li vide chiese: "Chi sono quelli con le lunghe barbe?" (Langbärte in antico germanico). La dea rispose: "Come hai dato loro un nome, da' loro anche la vittoria". Odino acconsentì, e i Winnili divennero Longobardi.

### Fonti antiche
- Paolo Diacono, Storia dei Longobardi (Historia Langobardorum)